# 福知山鉄道館ポッポランド
福知山鉄道館ポッポランド（ふくちやまてつどうかんポッポランド）は、京都府福知山市内にかつて設置されていた鉄道保存展示施設である。かつて北丹鉄道で使用されていた品々を展示するために、地元の新町商店街事業協同組合により1998年（平成10年）に設立された。
福知山市下新にある1号館と福知山市菱屋にある2号館があった。このうち1号館は、建物の耐震性の問題から、2018年（平成30年）3月31日をもって休館となり、2023年（令和5年）8月26日に福知山城公園親水広場内（福知山市堀）に新築移転し、福知山鉄道館フクレルとなって開業した。2号館は移転せず、そのまま福知山鉄道館フクレル別館として公開している。

## 歴史
1998年（平成10年）にJRのOBや商店街の有志などにより、「福知山鉄道館ポッポランド」として発足した。2号館が開設された1999年度（平成11年度）には、訪問者が年間3万人近くに達していたが、その後1万人を割るところまで減少した。
2014年（平成26年）からJR西日本OBらが組織する委員会が運営を担ってきた。当時の機関区の様子を聞ける「語り部」の活動が人気を呼び、2017年度（平成29年度）には年間訪問者が2万人を超えるところまで回復した。ところが、建物の耐震性の問題から移転先を検討してきたが、移転先が見つからないとして、2018年（平成30年）3月31日をもって1号館は休館となった。
福知山市が設置した福知山鉄道館ポッポランドのあり方検討委員会は、広大な保存場所を確保できないという理由で、福知山市内6か所に分散して鉄道資料を展示・保存する方針を固めていた。しかし、個人の篤志家から2億円の寄付金が寄せられ、その条件として1か所で保存展示することを求められたことから、再検討する方針となった。2019年（令和元年）12月18日に、寄附金を受け入れ、新しい施設を建設することを福知山市議会全会一致で可決し、新施設の建設が動き出した。
福知山城に隣接する「ゆらのガーデン」駐車場内への移転計画が立てられたが、太陽光パネルの影響を心配する意見があり変更され、2023年度初夏に福知山城公園親水広場内に移転することになった。新施設の整備総事業費は5億8300万円で、このうち寄附金を1億4600万円、国や府からの補助金を1億6000万円充当し、さらに市の負担額のうち1億500万円について地方交付税交付金が充当されることから、市の実質負担額は約1億7600万円となった。新施設の愛称は、福知山市内の個人からの応募による「フクレル」が選ばれた。英語のFukuchiyama Railway Museumの略であり、かつ「膨れる」＝「増大する」という言葉と兼ねて、これからの福知山の観光への期待を表現したものである

## 現行館

### 1号館
1号館は福知山市下新にある。ポッポランドが使用した建物は、1933年（昭和8年）竣工で三ツ丸百貨店として建てられたものである。戦後、京都銀行となるが、その後リサイクルセンターなどを経て、ポッポランドの建物となった。施設入口は、かつての北丹鉄道駅舎の内装を再現したものとなっていた。展示資料は約500点であった。2018年（平成30年）4月から、建物の耐震性や資金面の問題により、1号館が休館となっていた。

#### 模型展示
福知山市が市制60周年を記念して1997年（平成9年）に制作した、当時の福知山駅線路配置を忠実に再現したNゲージ鉄道模型が展示されている。福知山駅の高架化工事に伴い、現在の線路配置とは異なっており、地上時代の福知山駅を模型で保存したものとなっている。

#### 保存車両

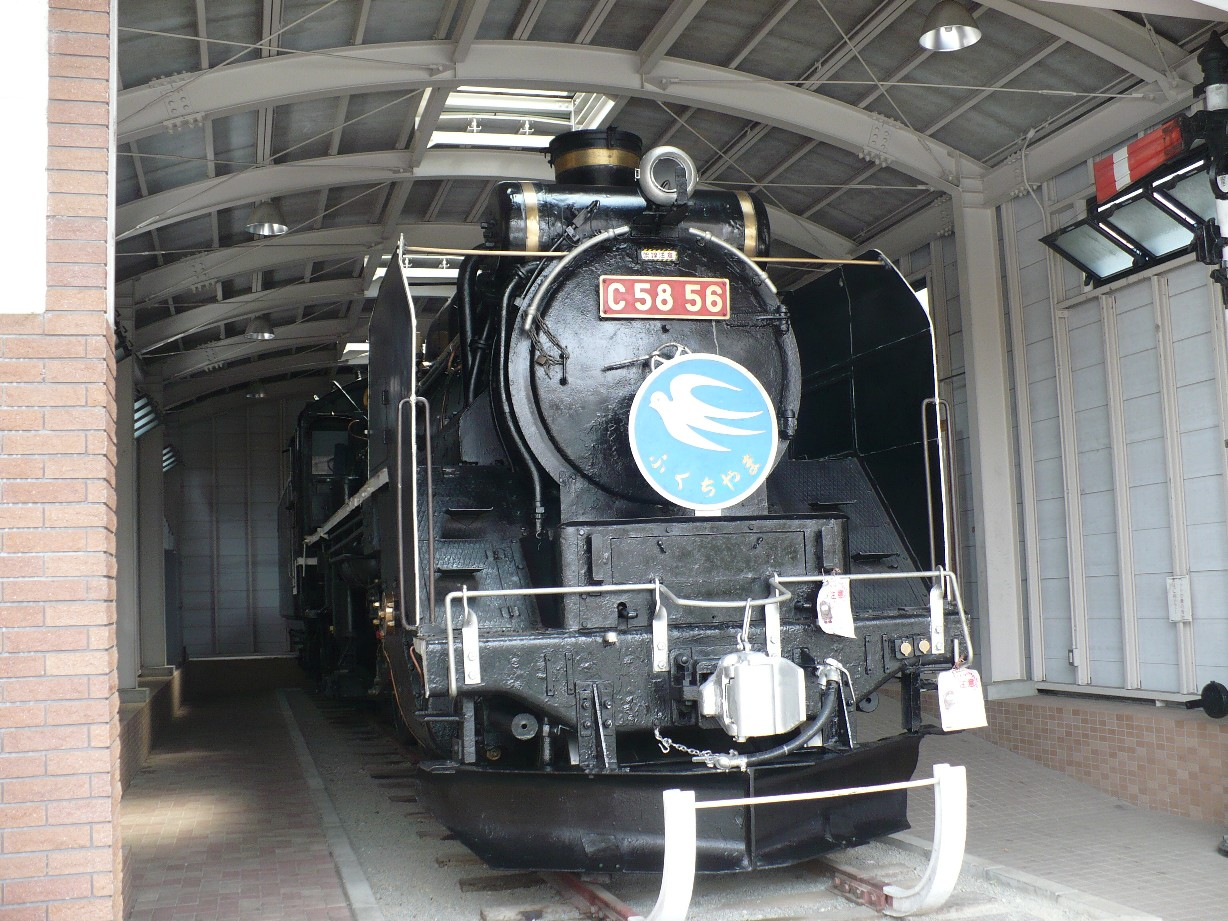
2号館に保存されているC58形

館内にはC57形93号機の第3動輪が展示されている。1957年（昭和32年）から1970年（昭和45年）まで福知山機関区（後の福知山電車区）に配属されていた蒸気機関車で、1973年（昭和48年）に廃車された後、生野町立（当時、後に市町村合併により朝来市立）生野小学校に静態保存されていた。この車両が1998年（平成10年）8月に解体されることになり、ポッポランドの開館と重なったため動輪のみを西日本旅客鉄道（JR西日本）から寄贈を受けて館内に展示することになった。

### 2号館
2号館は福知山市菱屋にある。ここにはC58形56号機が1両そのまま静態保存されている。1961年（昭和36年）2月26日に福知山機関区に転属し、1970年（昭和45年）3月25日廃車となるまで福知山で使用されていた。この間、1968年（昭和43年）10月には福井国体でのお召し列車牽引をしている。廃車後、北丹鉄道の福知山西駅跡の公園で静態保存されていたが、1999年（平成11年）9月25日にポッポランド2号館に移転収蔵された。

### 営業案内
- 休館日: 毎週木曜日、12月29日-1月3日
- 開館時間: 9:00 - 17:00（4月-10月）、10:00 - 16:30（11月-3月）
- 入館料: 無料

1号館は休館中、2号館のみ公開中。

## 新館
新館は福知山城公園親水広場内（福知山市堀）に移転整備され2023年8月26日にオープンした。新施設は、鉄筋コンクリート（一部鉄骨造）平屋建て（一部2階建て）延べ床面積583.76平方メートルで、外壁は漆喰調の仕上げ、屋根は瓦屋根となっている。
旧1号館の蒸気機関車の動輪などが移設展示された。また、2号館の蒸気機関車は移設せず分散展示となっている。

## 近隣情報
- 福知山城
- 御霊神社